# Matsuri Hino
Matsuri HinoHino Matsuri (樋野まつり) és una mangaka japonèsa. És nadiua de Sapporo, Hokkaido. Feu el seu debut professional a la revista LaLa DX el 10 de setembre de 1995 amb Ko no Yume ga Same Tara (この夢が覚めたら) .